# Taytay (Rizal)
Taytay è una municipalità di prima classe delle Filippine, situata nella Provincia di Rizal, nella regione di Calabarzon.
Taytay è formata da 5 baranggay:
- Dolores (Pob.)
- Muzon
- San Isidro
- San Juan
- Santa Ana